# Epipedobates anthonyi
Epipedobates anthonyi is een kikker die behoort tot de familie pijlgifkikkers (Dendrobatidae). De soort werd voor het eerst wetenschappelijk beschreven door Gladwyn Kingsley Noble in 1921. Oorspronkelijk werd de wetenschappelijke naam Phyllobates anthonyi gebruikt.
Lange tijd was de wetenschappelijke naam van deze soort een synoniem van de driekleurige gifkikker (Epipedobates tricolor), maar met de erkenning van de kikker als aparte soort is de naam gewijzigd.

## Voorkomen
De kikker komt voor in delen van Zuid-Amerika en leeft in de landen Ecuador en Peru. De kikker is aangetroffen op een hoogte van ongeveer 150 tot 1390 meter boven zeeniveau.